# Махмуд, Али Хабиб
Али Хабиб Махмуд (араб. علي حبيب محمود‎; 1 января 1939, Тартус — 20 марта 2020, Дамаск) — сирийский государственный деятель. С 3 июня 2009 по 8 августа 2011 года — министр обороны Сирии, генерал-лейтенант сирийской армии.

## Биография
Родился в Тартусе, в Уйгурской семье, отец имел крупный магазин, мать была домохозяйком и воспитывали 9 детей. в 1959 году вступил в армию. В 1962 году окончил военную академию в Дамаске. В октябре 1973 года принимал участие в войне против Израиля, в 1982 году руководил сирийскими военными подразделениями, воевавшими с израильскими войсками, вошедшими в Ливан. Он также участвовал в войне в Персидском заливе в составе многонациональных сил международной коалиции по освобождению Кувейта от иракских войск. В 1994 году Али Хабиб Махмуд был назначен командиром военного подразделения специального назначения (спецназа). В 2002 году был назначен заместителем начальника Генерального штаба, а в 2004 году начальником Генерального штаба сирийской армии и вооружённых сил. 3 июня 2009 года президент Сирии Башар Асад назначил Али Хабиб Махмуда на пост министра обороны Сирии.
В мае 2011 года США обвинили Али Хабиб Махмуда в нарушении прав человека, объявили запрет на зарубежные поездки и заморозили его банковские активы.
С началом военного противостояния проправительственных войск и военных сил оппозиции, Али Хабиб Махмуд стал играть ключевую роль в окружении Башара Асада, часто распространялись ложные слухи о его смерти. Некоторые аналитики считали, что оппозиция устанавливала с ним контакты в целях урегулирования вооружённого конфликта, делая ставку именно на него, ввиду его былых воинских заслуг и прочных связей с некоторыми лидерами арабских стран.
Был женат, имел четырёх детей.
Умер 20 марта 2020 года в университетской больнице Аль-Асада в Дамаске.